# برواليا متملصة
برواليا متملصة (الاسم العلمي:Browallia eludens) هو نوع من النباتات يتبع جنس برواليا من الفصيلة الباذنجانية.